# Château de Krasiczyn
Le château de Krasiczyn est un château situé à Krasiczyn en Pologne.